# Трстењаци
Трстењаци (лат. Acrocephalidae) су породица птица певачица, која укључује 5 родова и 61 врсту. Од којих већина насељава јужне и западне делове Евроазије, али има и врста које насељавају Африку и острва у Тихом океану. У прошлости су сврставани у породицу грмуша (Sylviidae).
Перје већине врста је маслинасто смеђе боје са горње стране тела, док је са доње стране жуте или беж. Обично насељавају отворене шуме, тршћаке и високе травњаке.

## Класификација
Породица се дели на 5 родова у којима се налази 61 врста:
- Род Acrocephalus:
  - Acrocephalus griseldis;
  - Acrocephalus brevipennis;
  - Acrocephalus rufescens;
  - Acrocephalus gracilirostris;
  - Acrocephalus newtoni;
  - Acrocephalus sechellensis;
  - Acrocephalus rodericanus;
  - Acrocephalus arundinaceus;
  - Acrocephalus orientalis;
  - Acrocephalus stentoreus;
  - Acrocephalus australis;
  - Acrocephalus familiaris;
  - Acrocephalus luscinius;
  - Acrocephalus hiwae;
  - Acrocephalus nijoi - (изумрла приближно 1997);
  - Acrocephalus yamashinae - (изумрла 1970-их);
  - Acrocephalus astrolabii - (изумрла у XIX веку);
  - Acrocephalus rehsei;
  - Acrocephalus syrinx;
  - Acrocephalus aequinoctialis;
  - Acrocephalus percernis;
  - Acrocephalus caffer;
  - Acrocephalus longirostris;
  - Acrocephalus musae - (изумрла у XIX веку);
  - Acrocephalus mendanae;
  - Acrocephalus atyphus;
  - Acrocephalus kerearako;
  - Acrocephalus rimitarae;
  - Acrocephalus taiti;
  - Acrocephalus vaughani;
  - Acrocephalus bistrigiceps;
  - Acrocephalus melanopogon;
  - Acrocephalus paludicola;
  - Acrocephalus schoenobaenus;
  - Acrocephalus sorghophilus;
  - Acrocephalus concinens;
  - Acrocephalus tangorum;
  - Acrocephalus orinus;
  - Acrocephalus agricola;
  - Acrocephalus dumetorum;
  - Acrocephalus scirpaceus;
  - Acrocephalus baeticatus;
  - Acrocephalus palustris.
- Род Nesillas:
  - Nesillas typica;
  - Nesillas lantzii;
  - Nesillas longicaudata;
  - Nesillas brevicaudata;
  - Nesillas mariae;
  - Nesillas aldabrana - (изумрла).
- Род Iduna:
  - Iduna aedon;
  - Iduna natalensis;
  - Iduna similis;
  - Iduna caligata;
  - Iduna rama;
  - Iduna pallida;
  - Iduna opaca.
- Род Calamonastides:
  - Calamonastides gracilirostris.
- Род Hippolais:
  - Hippolais languida;
  - Hippolais olivetorum;
  - Hippolais polyglotta;
  - Hippolais icterina.